# 若松機関区
若松機関区（わかまつきかんく）は、かつて福岡県北九州市若松区の日本国有鉄道若松駅に隣接していた機関区（車両基地）である。
筑豊本線を始めとした筑豊炭田の運炭路線における客貨列車の牽引にあたる蒸気機関車が多数配置された。

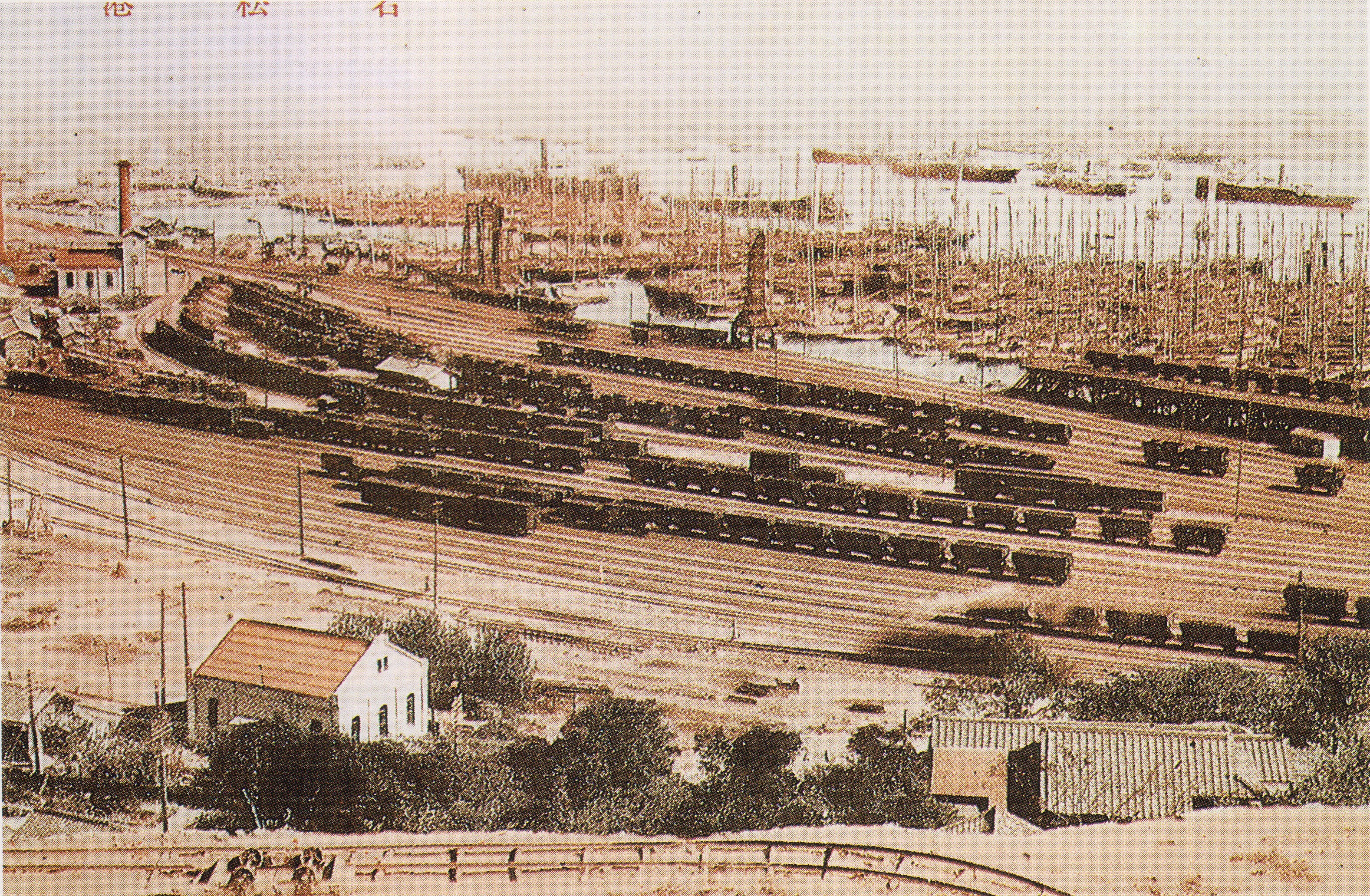
大正時代の若松機関区周辺

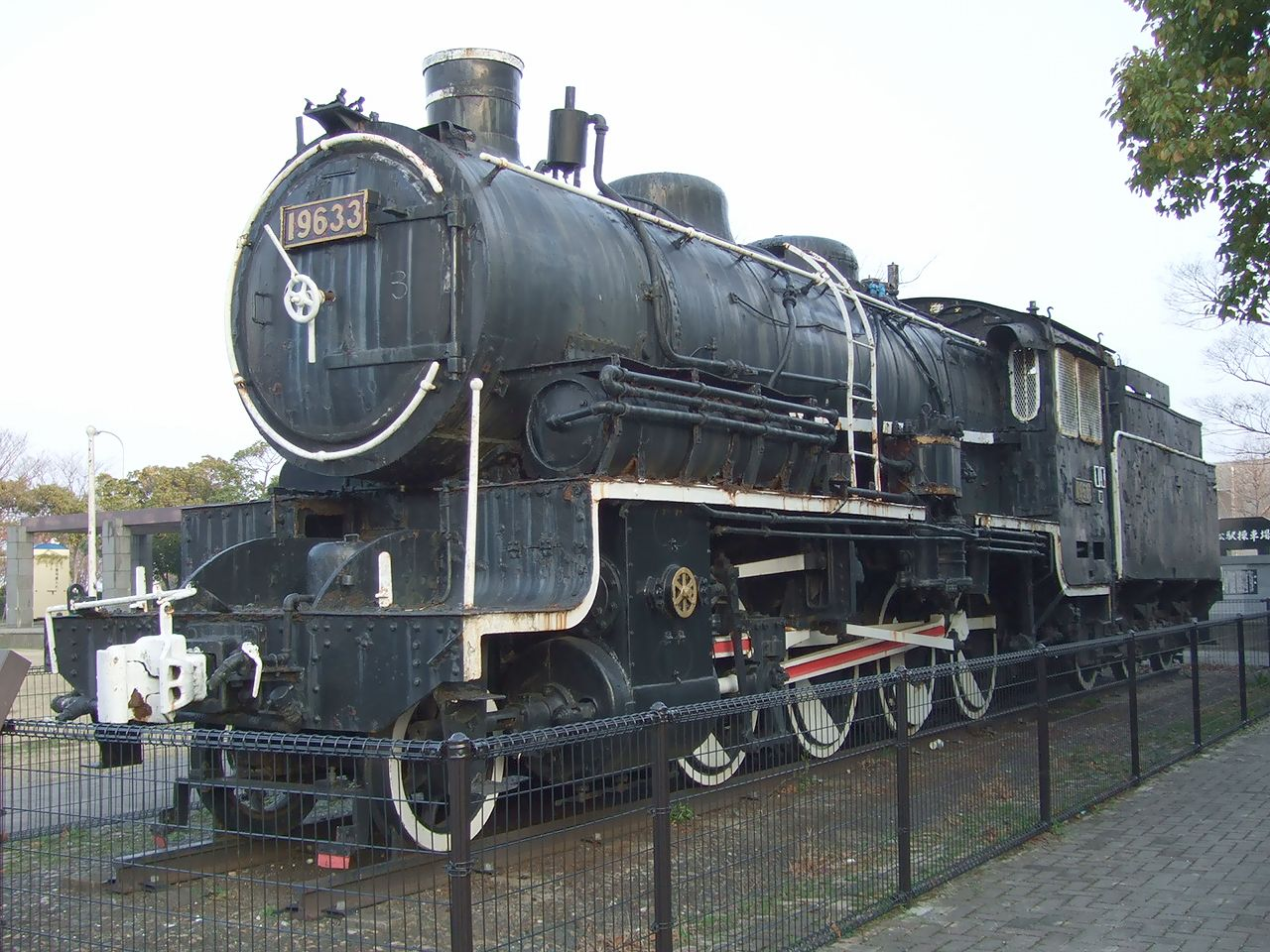
旧機関区跡地に保存されている9600形19633号機

## 歴史
- 1890年（明治23年）12月 - 筑豊興業鉄道若松機関庫として開設。
- 1891年（明治24年）8月30日 - 筑豊興業鉄道、若松駅～直方駅間で開業。
- 1897年（明治30年）10月1日 - 九州鉄道が筑豊興業鉄道を買収したため、若松機関庫も移管。
- 1907年（明治40年）7月1日 - 九州鉄道が国有化されたため、若松機関庫も移管。
- 1936年（昭和11年）9月1日 - 若松機関区に改称。
- 1974年（昭和49年）6月 - 筑豊本線無煙化により乗務員区になる。
- 1984年（昭和59年）2月 - 廃止（門司機関区に吸収統合される）。

現在、機関区跡地は「久岐の浜シーサイド」として再開発されている。
本区を最終配置区とした9600形19633号機が静態保存されていたが、荒廃が進んでいたため、2020年に同機を食品メーカーの山口油屋福太郎へ譲渡する方針が発表された。同社の福岡県添田町にある工場内に移設される予定とされているが、2022年2月時点で移設は行われていない。

## 主な所属車両
蒸気機関車
- 2120形 -（在籍1931年）
- 3100形 -（在籍1931年-1949年）
- 5700形 -（在籍1931年）
- 6760形 -（在籍1931年-1941年）
- 8620形 -（在籍1931年-1974年）
- 8900形 -（在籍1931年-1933年）
- 9500形 -（在籍1931年）
- 9600形 -（在籍1931年-1973年）
- C11形 -（在籍1939年-1943年、1949年-1951年）
- 8550形 -（在籍1947年）
- B20形 -（在籍1951年）
- D51形 -（在籍1970年-1974年）
- 230形 -（在籍1953年）
- C51形 -（在籍1950年-1963年）
- D50形 -（在籍1959年-1971年）
- C55形 -（在籍1961年-1974年）
- C57形 -（在籍1971年-1972年）
- D60形 -（在籍1972年-1974年）

ディーゼル機関車
- DB10形（若松検車区・若松工機部入換用）-（在籍1940年-1947年）